# Souillé
Souillé – miejscowość i gmina we Francji, w regionie Kraj Loary, w departamencie Sarthe.
Według danych na rok 1990 gminę zamieszkiwało 308 osób, a gęstość zaludnienia wynosiła 67 osób/km² (wśród 1504 gmin Kraju Loary Souillé plasuje się na 978. miejscu pod względem liczby ludności, natomiast pod względem powierzchni na miejscu 1187.).